# Polyrhachis magnifica
Polyrhachis magnifica é uma espécie de formiga do gênero Polyrhachis, pertencente à subfamília Formicinae.